# GLRA3
글라이신 수용체 서브 유닛 알파 3(Glycine receptor subunit alpha-3)은 인간에서 GLRA3 유전자에 의해 암호화되는 단백질이다. 이 유전자에 의해 암호화 된 단백질은 글라이신 수용체의 서브 유닛이다. 